# Aliyah Kolf
Aliyah Kolf (Almere, 9 december 1999) is een Nederlands zangeres en actrice die in 2011 het vierde seizoen van Holland's Got Talent won. Ze is ook bekend onder alleen haar voornaam: Aliyah.

## Biografie
Kolf werd in 2011 bekend toen ze op elfjarige leeftijd deelnam aan de talentenjacht Holland's Got Talent. In de halve finale van dit televisieprogramma zong ze het liedje "And I Am Telling You I'm Not Going". Ze won op 16 september 2011 de finale met het liedje "I Have Nothing". Ze kreeg 35 procent van de stemmen. Ze won een masterclass van een professional in de Verenigde Staten. De auto ging uiteindelijk naar Kolfs moeder en ze mocht op kosten van RTL bepalen wie haar professional was. Uiteindelijk koos Kolf voor de zangeres Jennifer Hudson.
In november 2011 ging Kolf samen met Los Angeles, The Voices de studio in om het duet "Miss You Most At Christmas Time" op te nemen voor het kerstalbum A Christmas Spectacular van deze zanggroep. Op 18 december 2011 kreeg Kolf in het programma Carlo & Irene: Life4You een gouden plaat uitgereikt voor het album A Christmas Spectacular. In januari 2012 maakte Kolf samen met rapper Monsif speciaal voor het Jeugdjournaal de rap van het jaar. De rap ging over het nieuws van 2011.
Kolf zong het nummer "I Have Nothing" tijdens de opening van de liveshows van het vijfde seizoen van Holland's Got Talent. Hier vertelde Kolf dat ze bezig was met de laatste puntjes op de i te zetten voor de ontwikkeling van haar eerste single. Op 1 juni 2012 bracht Kolf haar nieuwe single ten gehore in de finale van Holland's Got Talent. De single (en bijbehorende videoclip), getiteld "Yeah Yeah Yeah", is het resultaat van een succesvolle samenwerking tussen Kolf en Brahim Fouradi, die voor de totstandkoming de hulp van onder anderen John Ewbank en Reverse inschakelde. De videoclip van "Yeah Yeah Yeah" werd in de eerste week meer dan honderdduizend keer bekeken op YouTube. In de videoclip van haar single danst ze met Leslie De Koning, de winnaar van Avro's Junior Dance, een talentenjacht voor jeugdige dansers. Op 18 december 2012 kwam haar kerstnummer uit, 7 nachtjes genaamd.
Vanaf 18 juni 2014 was Kolf te zien zijn in de bioscoopfilm Heksen bestaan niet, haar acteerdebuut. In september 2015 kwam haar nieuwe single uit: "Ongelofelijk". In 2016 speelt ze een gastrol in de jeugdserie De Ludwigs als Kelly de Vlogger, die stapelverliefd is op Daniel Ludwig. In de zomer van 2017 maakte Aliyah een comeback met het nummer Hypnoze en als afsluiter van haar jaren als jeugdartiest lanceerde ze het nummer Lover & Bestfriend in samenwerking met Monsif. Inmiddels heeft Aliyah diverse singles uitgebracht die vallen onder haar volwassen repertoire waaronder het nummer 'Kaviaar & Champagne' in samenwerking met de heren van SBMG.

## Hitnotaties

### Singles
| Single met eventuele hitnotering(en) in de Nederlandse Top 40 | Datum van verschijnen | Datum van binnenkomst | Hoogste positie | Aantal weken | Opmerkingen                                                                 |
| ------------------------------------------------------------- | --------------------- | --------------------- | --------------- | ------------ | --------------------------------------------------------------------------- |
| Koningslied                                                   | 19-04-2013            | 27-04-2013            | 2               | 4            | als onderdeel van Nationaal Comité Inhuldiging / Nr. 1 in de Single Top 100 |

| Single met hitnotering(en) in de Vlaamse Ultratop 50 | Datum van verschijnen | Datum van binnenkomst | Hoogste positie | Aantal weken | Opmerkingen                                    |
| ---------------------------------------------------- | --------------------- | --------------------- | --------------- | ------------ | ---------------------------------------------- |
| Koningslied                                          | 2013                  | 11-05-2013            | 41              | 1            | als onderdeel van Nationaal Comité Inhuldiging |